# Wargame: AirLand Battle
Wargame: AirLand Battle es un videojuego de táctica en tiempo real desarrollado por Eugen Systems y publicado por Focus Home Interactive, lanzado al mercado el 29 de mayo de 2013. Trata de la guerra fría concretamente en los años 1975–85. Es la secuela del Wargame: European Escalation.

## Jugabilidad
Las facciones jugables de este juego son las del Pacto de Varsovia, que se subdivide en la Unión Soviética, Polonia comunista, Alemania Oriental y Checoslovaquia; y la OTAN, que se subdivide en los Estados Unidos de América, Reino Unido, Francia, Alemania Occidental, Canadá, Suecia, Noruega y Dinamarca. Los jugadores pueden elegir diferentes unidades de las subfacciones del lado que están jugando en, el desbloqueo de nuevas unidades o variantes mejoradas a medida que avanzan. En total, hay poco más de 800 unidades históricas recreadas.aeroterrestre.
Cada país tiene su propio arsenal de unidades, lo que refleja su doctrina militar. Es posible crear una 'cubierta' o grupo de batalla que se centra en diversos criterios.

## Multijugador
Este juego es principalmente multijugador habiendo varios modos de juego
La mayoría de los juegos multijugador son batallas de escaramuza, donde los jugadores luchan contra otros jugadores y/o IA. Estas batallas varían en tamaño, ubicación y estilo.

## Expansiones
La primera expansión (gratis), Vox Populi, fue lanzada el 1 de agosto de 2013.
La segunda expansión (gratis), Carta Magna, fue lanzada el 10 de diciembre de 2013. Este DLC incluis nuevos mapas y vehículos, así como nueva infantería por nación.

## Críticas
Wargame: AirLand Battle recibió muy buenas críticas, obteniendo una puntuación en metacritic de un 80%.

## Secuela
Durante agosto de 2013 una secuela, Wargame: Red Dragon fue anunciada. Está situado en la Guerra Fría, pero después de los juegos originales, en el este de Asia. Introduce China, Japón, Corea del Norte, Corea del Sur, y el ANZAC como nuevas facciones. La campaña se centra en torno a un conflicto de Corea durante la década de 1980. Introduce la guerra naval en esta serie así como la guerra anfibia. Wargame: Red Dragon fue lanzado en abril de 2014.